# Berek
 Berek  è un comune della Croazia di 1 706 abitanti della regione di Bjelovar e della Bilogora.